# Йерисос
Йерисо̀с или Йерисо̀ или понякога без йотация Ерисо̀ и със стара форма Ерисово (на гръцки: Ιερισσός) е малък град в Гърция, център на дем Аристотел, област Централна Македония с 3046 жители (2001).

## География
Градчето е разположено в историко-географската област Мадемохория (Мадемските села). Намира се на третия ръкав на Халкидическия полуостров на няколко километра от полуостров Света гора и на около 100 километра югоизточно от Солун.

## История
Етимологията на Ιερισσός идва от латинското ericius, таралеж, което се използва и за обозначаване на антикавалерийските рогатки.

### Акантос
В Античността на мястото на Йерисос е разположена древногръцката колония Акант.

### Средновековие
Иерисо се споменава за първи път в най-стария атонски документ – сигилий на Василий I Македонец от 883 година. Тогава в развалините на акропола на Акант абат Йоанис Коловос основава едноименния манастир, за което свидетелства житието на Свети Евтимий Нови. Между 943 и 982 година селището става епископски център. Някои атонски документи, чиято точност и достоверност могат да бъдат оспорени, представят идеята на българския цар Иван Асен II да подчини Света гора чрез епископа на Йерисос, назначен от него.
Трайното българско присъствие в Йерисос и близките му околности е засвидетелствано чрез редица исторически извори от X – XIV век, сведения за употреба на глаголическо писмо от неговите жители, топонимия и антропонимия. В грамота на Роман II от 960 година се казва:
| „ | На манастира „Йоан Колову“ бяха подарени четиридесет освободени от данък чифлигари в замяна на ония малки дялове земя, които отдавна са принадлежали на манастира в хиерисовския край; тия чифлигари са взети от заселените на тия места славяни българи... | “ |

Така нареченият Йерисовски протокол от юни 982 година е гръцки документ, даден от йерисовци на Иверския манастир в удостоверение на това, че манастирът „Йоан Колову“ е подчинен на Иверския манастир и че имотите му са дадени от Иверския манастир под наем на йерисовци за 29 години. Протоколът е подписан на гръцки от йерисовския епископ, от игумен Лавроций и от поп Георги (или поп Григор), който се е подписал на глаголица и така документът е един от най-ранните запазени глаголически паметници. Някои от подписалите се свидетели носят български имена: Василий Стоимир, Владко, Николай Детко (τοῦ Δεάτκου), Антоний Ръковина (или Ръкавина, Ρωχκάβηνα) и други.
Йерисос е седалище на Йерисовския митрополит до XVII век, когато центърът на епархията е преместен в Извор (днес Стратоники).
В източната част на градчето е старият каменен Суилоски мост и останките от средновековната кула Куцаки.

### В Османската империя
Александър Синве („Les Grecs de l’Empire Ottoman. Etude Statistique et Ethnographique“) в 1878 година пише, че в Йерисос (Ghérisos) живеят 1800 гърци. Към 1900 година според статистиката на Васил Кънчов („Македония. Етнография и статистика“) в Ерисо живеят 1500 жители гърци християни. По данни на секретаря на Българската екзархия Димитър Мишев („La Macédoine et sa Population Chrétienne“) в 1905 година в Ерисо (Erisso) има 1405 гърци.

### В Гърция
В 1912 година, по време на Балканската война, в Йерисос влизат гръцки части и след Междусъюзническата война в 1913 година остава в Гърция.
На 26 септември 1932 година градчето е разрушено от Йерисовското земетресение.
| Име             | Име                | Ново име | Ново име   | Описание                           |
| --------------- | ------------------ | -------- | ---------- | ---------------------------------- |
| Вургарика Грекя | Βουργάρικα Γραίκια | Сталос   | Στάλος     | възвишение на СЗ от Йерисос (61 m) |
| Верагара        | Βεραγκαρα          | Дендрула | Δενδρούλια | местност на СЗ от Йерисос          |

## Личности
Йерисос дава серия участници в Гръцката война за независимост от 1821 – 1830 година – Влахомихалис със синовете си Атанасиос и Константинос, Георгиос Димитриу, Астерьос Петру и други. От Йерисос е видният андартски капитан, един от основните лидери на Гръцката въоръжена пропаганда в Македония в началото на ХХ век Георгиос Янглис. В Йерисос е роден гръцко-българският писател Аргирис Митропулос. Мария Арсени и Екатерини Инглези са гръцки политици от началото на XXI век.
В списък на зографското братство, предаден през 1962 г. на българската делегация, посетила манастира, фигурира Монах Пантелеймон (Петър Фтулов), роден в с. Ерисово, Халкидики, на 82 г. Това показва, че в края на 19 век все още е имало българско население в това селище.